# Industrieverband Hygiene und Oberflächenschutz
Der Industrieverband Hygiene und Oberflächenschutz für industrielle und institutionelle Anwendungen e. V. (IHO) ist ein deutscher Verband der Hersteller und Vertreiber von professionellen Reinigungs- und Desinfektionsmitteln mit Sitz Frankfurt am Main. Der Verband wurde 1992 gegründet. Die Produkte und Dienstleistungen der Mitgliedsfirmen werden in den unterschiedlichsten Bereichen zur Sicherung der Hygiene, zur Pflege und zum Schutz von Mensch, Tier und Anlagewerten eingesetzt.

## Organisation
Neben der jährlich tagenden Mitgliederversammlung sind der Vorstand und die Fachbereiche die leitenden Gremien des Verbandes. Dem Vorstand obliegen die Leitung des Verbandes und die Durchführung der Beschlüsse der Mitgliederversammlung. Satzungsgemäße Organe des Verbandes sind die Mitgliederversammlung, der Vorstand, der Beirat, die Fachbereiche und der Technische Ausschuss sowie die Geschäftsführung. Aktuell verfügt der Verband über sechs Fachbereiche:
- Fachbereich Gesundheitswesen
- Fachbereich Gebäudereinigung
- Fachbereich Großküchenhygiene
- Fachbereich Lebensmittelerzeugung und -verarbeitung
- Fachbereich Metallindustrie und Technische Reinigung
- Fachbereich Wäschereitechnik

Die Verbandsarbeit wird von einem hauptberuflichen Geschäftsführer und einem hauptberuflichen Pressereferenten koordiniert. Alfred Stöhr, Ecolab Deutschland GmbH, Monheim, hat zum 1. Januar 2015 den Vorsitz des Verbandes übernommen.

## Mitglieder
Der Verband vertritt überwiegend kleine und mittelständische Unternehmen einer Branche, die durch ihre Leistungen im Bereich der Reinigung, Desinfektion und Pflege in professionellen Anwendungen eine hohe Bedeutung für die Gesellschaft hat, beispielsweise im Verbraucherschutz. Zum 1. Januar 2016 zählt der Verband 54 Mitgliedsunternehmen. Die Mitglieder des Verbandes repräsentieren rund 92 % des Umsatzes von einem Markt mit einer Größe, bezogen auf Deutschland, von rund 1 Milliarde Euro. Im relevant Mart sind rund 5.900 Menschen beschäftigt.

## Dachverband
Der IHO arbeitet mit dem Verband der Chemischen Industrie (VCI) in den Themen Rechts, Gefahrgut, Anlagensicherheit, Chemikaliengesetz zusammen. Er hat Anspruch auf alle Leistungen des Bundesverband der Deutschen Industrie (BDI), und des Europäischen Chemieverbandes CEFIC, denen der VCI angehört. Ferner arbeitet der IHO mit internationalen Verband A.I.S.E. an länderübergreifenden Fragen.

## Positionen
Der Verband hat in wiederholten Stellungnahmen darauf hingewiesen, dass die europäische Gesetzgebung, insbesondere die Verordnung (EU) Nr. 528/2012 (Biozid-Verordnung), den Mitgliedsunternehmen hohe Registrierungs- und Zulassungsgebühren durch die Europäische Chemikalienagentur (ECHA) und die nationalen Behörden aufbürdet. Als Folge daraus wird erwartet, dass aus ökonomischen Gründen eine Vielzahl von Wirkstoffen nicht weiter regulatorisch unterstützt wird und die darauf basierenden Produkte vom Markt genommen werden müssen. Der Verband sieht eine Gefahr, dass dadurch der Schutz des Menschen gegenüber dem Umweltschutz zurücktreten muss. Aus Sicht der Branche ist der Einsatz von Desinfektionsmitteln auch prophylaktisch zur Verhinderung der Ausbreitung von gefährlichen Keimen wie EHEC oder multiresistenten Krankenhauskeimen unerlässlich.

## Publikationen
Der Verband veröffentlicht einen ausführlichen Jahresbericht mit Informationen zum Verband und der Marktentwicklung.
Ebenso gibt der Verband die IHO-Desinfektionsmittelliste heraus, die Nutzern eine Orientierungshilfe geben.
Ferner publiziert der Verband die Schriftenreihe „Desinfektion richtig gemacht – Desinfektionsmittel gezielt und effizient eingesetzt“, die er auch zum kostenlosen Download anbietet.